# Bách niên quốc sỉ

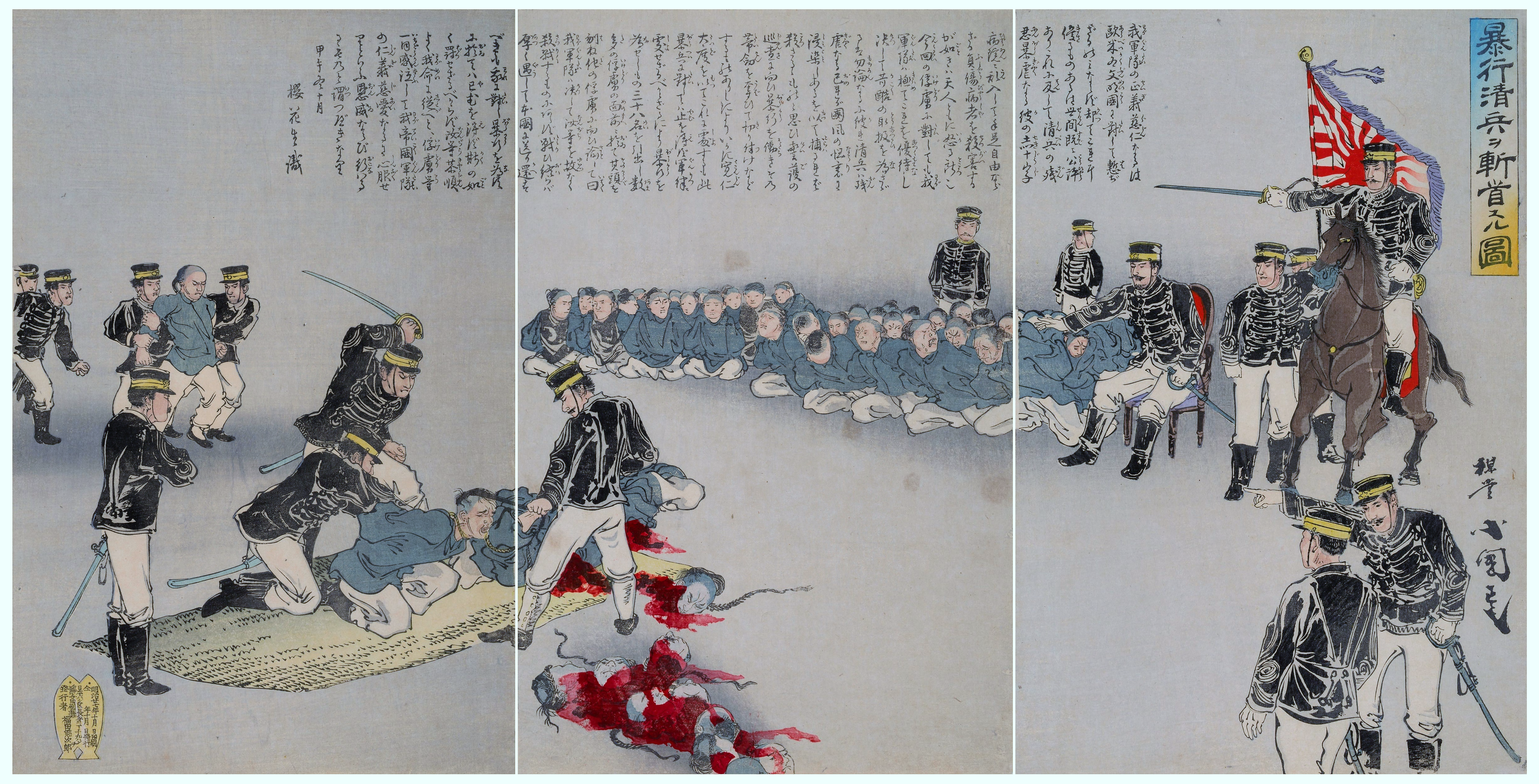
Tranh Nhật Bản minh họa việc xử trảm tù binh Trung Quốc trong Chiến tranh Thanh-Nhật.

Bách niên quốc sỉ (giản thể: 百年国耻; phồn thể: 百年國恥; bính âm: bǎinián guóchǐ, tiếng Anh: century of humiliation), tức "một trăm năm đất nước bị sỉ nhục", là một khái niệm sử học được dùng cho lịch sử Trung Quốc để nói tới giai đoạn các cường quốc châu Âu, Hoa Kỳ và Đế quốc Nhật Bản can thiệp và xâm chiếm lãnh thổ Trung Quốc trong khoảng thời gian từ 1839 tới 1949.
Khái niệm này được nhắc tới lần đầu vào năm 1915 trong bối cảnh chủ nghĩa dân tộc Trung Quốc dâng cao nhằm phản đối Yêu sách hai mươi mốt điều của Nhật Bản đối với chính phủ Viên Thế Khải, và sau đó được cả Quốc dân đảng và Cộng sản đảng phổ biến rộng rãi ở Trung Quốc để khơi dậy tinh thần dân tộc của dân chúng. Ngày nay, khẩu hiệu ｢勿忘國耻｣ (Chớ quên quốc sỉ) được phổ biến rộng rãi, được đưa vào các sách giáo khoa lịch sử nhằm giáo dục người Trung Quốc không được quên đi nỗi nhục mà tổ tiên phải gánh chịu, và phải nỗ lực phấn đấu xây dựng đất nước thành cường quốc để không quốc gia nào có thể coi thường và sỉ nhục Trung Quốc được nữa.

## Lịch sử
Thời điểm bắt đầu của Bách niên quốc sỉ thường được coi là từ giữa thế kỷ 19 với thất bại của Nhà Thanh trước Đế quốc Anh trong Chiến tranh nha phiến lần thứ nhất với nạn nghiện thuốc phiện lan rộng và sự suy sụp nhanh chóng về mặt chính trị của Nhà Thanh.
Các sự kiện chính trong Lịch sử Trung Quốc thường được coi là một phần của Bách niên quốc sỉ có thể kể tới các Hiệp ước bất bình đẳng mà nhà Thanh phải ký với các cường quốc như Điều ước Hoàng Phố (黄埔条约), Điều ước Ái Hồn (瑷珲条约), Chiến tranh nha phiến, sự kiện cướp phá Viên Minh Viên của liên quân các nước, chiến tranh Pháp-Thanh, chiến tranh Thanh-Nhật, cuộc Xâm lược Tây Tạng của Đế quốc Anh, Yêu sách hai mươi mốt điều của Đế quốc Nhật và Chiến tranh Trung-Nhật. Trong giai đoạn này, Trung Quốc thất bại trong tất cả các cuộc xung đột mà nước này tham gia và sau đó thường xuyên phải thực hiện những nhượng bộ lớn trước các yêu sách của cường quốc thắng trận.

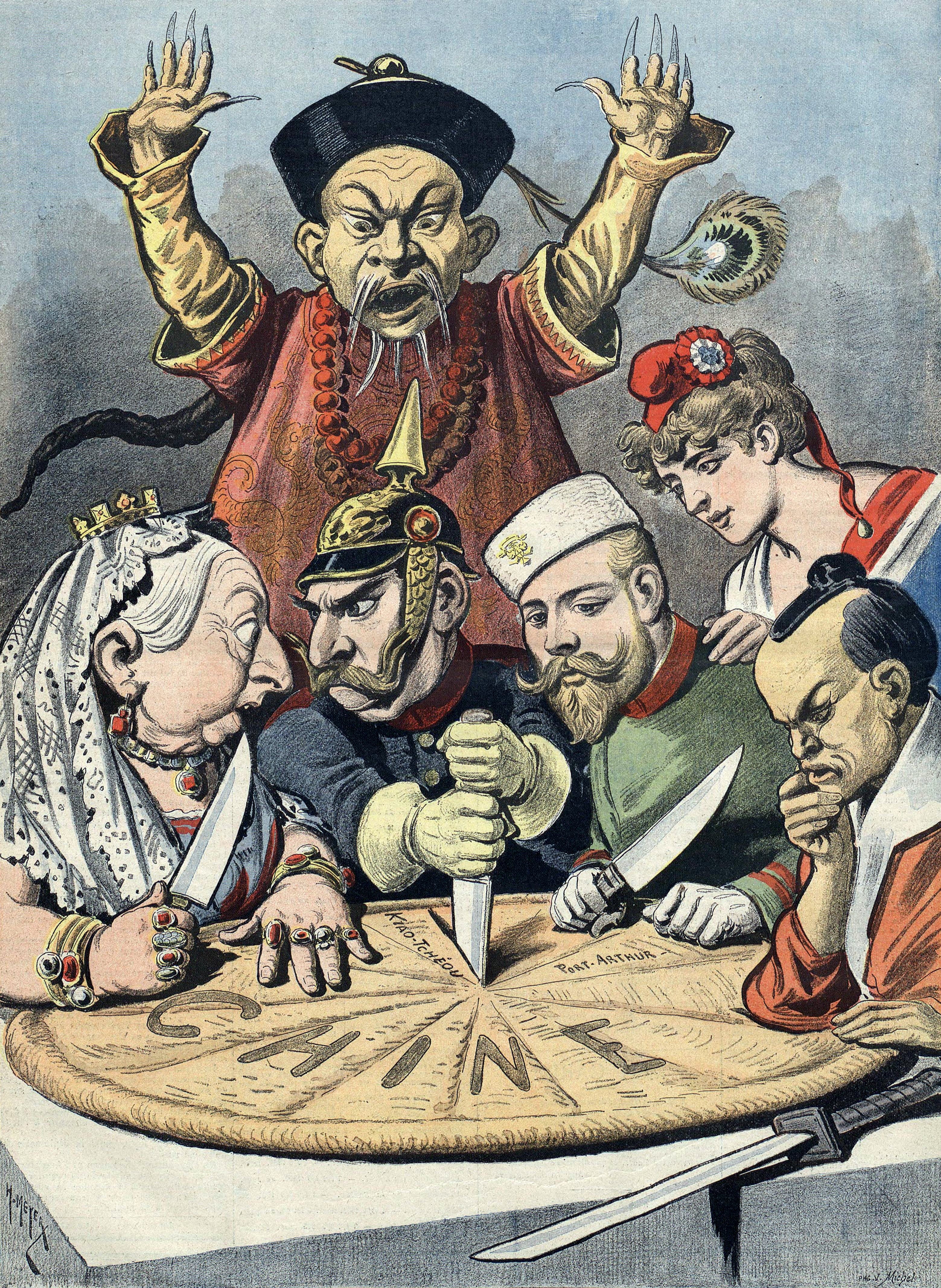
Trong bức tranh này, Trung Quốc bị ví như miếng bánh đang bị Anh, Đức, Nga, Pháp, và Nhật chia nhau

Tại Tứ Xuyên, phong trào bài Tây dương Dư Đống Thần lãnh đạo, tái khởi sự vào năm 1898, truyền hịch văn chỉ trích Tây dương với các tội trạng như sau: 
“Thuyền bè Tây dương thông thương tại biển, Gia Tô truyền đạo, chiếm đoạt sinh kế làm ruộng, nuôi tằm; phế luân thường đạo vua tôi, dùng nha phiến độc hại trung thổ, lấy dâm xảo khuynh loát lòng người. Mê hoặc nhân dân ta, khinh mạn triều đình ta, nắm quan phủ, chiếm nơi đô hội, lừa đảo lấy tiền bạc, coi tính mệnh trẻ em rẻ như quả dưa, nợ đòi nặng như gò núi. Đốt Hoàng cung, diệt thuộc quốc của ta. Đã chiếm Thượng Hải, lại cắt Đài Loan, lập cảng tại Giao Châu (Sơn Đông), muốn cắt đất nước ta ra từng mảnh. Từ xưa đến nay, Di Địch hoành hành, chưa hề xảy ra như ngày hôm nay”.
Ngày 21/6/1900, nhà Thanh hạ chiếu tuyên chiến với liên quân 8 nước xâm chiếm, đả kích kịch liệt về việc 30 năm nay Trung Quốc bị ngoại bang áp bức
“...Khinh nhục quốc gia ta, xâm lấn đất đai ta, dày xéo dân ta, hạch sách của cải; triều đình càng nhường nhịn, bọn chúng càng hung hoành, ngày càng quá quắt, không gì không làm. Nhỏ thì áp bức nhân dân, lớn thì khinh mạn thần thánh, con dân nước ta cùng chung lửa hận, ai mà chịu cam tâm; đó là do lai tại sao nghĩa dũng đốt giáo đường, giết giáo dân. Triều đình vẫn không gây hấn, che chở như trước… Bọn chúng không biết cảm khích, lại còn buông tuồng đòi hỏi chèn ép… công nhiên đòi ta phải rút khỏi pháo đài Đại Cô. Trong sự giao thiệp với lân quốc hàng ngày, ta chưa từng thất lễ với họ; bọn chúng tự xưng là nước có giáo hoá lại vô lễ hoành hành, chuyên dựa vào binh mạnh, khí giới sắc bén… Trẫm nay khóc cáo tiên miếu, khẳng khái thề với quân dân, so với việc cẩu thả mong sống còn, lưu nhục đến vạn cổ; chi bằng ra tay đánh dẹp, nhất quyết thư hùng...”
Có nhiều quan điểm khác nhau về thời điểm kết thúc của Bách niên quốc sỉ. Cả Tưởng Giới Thạch và Mao Trạch Đông đều tuyên bố giai đoạn này kết thúc sau khi Chiến tranh thế giới thứ hai chấm dứt khi Tưởng đề cao các hoạt động chống Nhật Quốc dân đảng trong thế chiến cũng như vị thế của Trung Quốc sau chiến tranh trong Khối Đồng Minh thắng trận năm 1945, còn Mao nhấn mạnh việc thành lập Cộng hòa Nhân dân Trung Hoa vào năm 1949. Ý niệm về sự kết thúc của Bách niên quốc sỉ sau đó còn được dùng để chỉ việc Chí nguyện quân Trung Quốc đẩy lùi quân đội Liên hiệp quốc trong Chiến tranh Triều Tiên, sự kiện trao trả Hồng Kông và Ma Cao về Trung Quốc năm 1997 và 1999, đôi khi là cả sự kiện tổ chức Thế vận hội Mùa hè 2008 tại Bắc Kinh. Tuy nhiên cũng có ý kiến cho rằng giai đoạn này vẫn chưa thể kết thúc chừng nào Đài Loan còn chưa thống nhất về Trung Quốc.

## Ý nghĩa và chỉ trích
Bách niên quốc sỉ được dùng rộng rãi trong các nghiên cứu lịch sử của Đảng Cộng sản Trung Quốc cũng như trong trào lưu Dân tộc chủ nghĩa hiện đại tại Trung Quốc để nhấn mạnh vào "chủ quyền và toàn vẹn lãnh thổ của Trung Quốc", đặc biệt là sau các sự kiện mang tính thời sự có liên quan như Sự kiện Hoa Kỳ ném bom Đại sứ quán Trung Quốc tại Belgrade, Sự kiện đảo Hải Nam, các cuộc biểu tình đòi Độc lập Tây Tạng trong Hành trình rước đuốc Thế vận hội Mùa hè 2008.
Một số nhà phân tích cho rằng khái niệm này được dùng để đối phó với các chỉ trích của phương Tây về Nhân quyền tại Cộng hòa Nhân dân Trung Hoa hoặc của chính người dân Trung Quốc đối với nạn tham nhũng ở nước này, đồng thời củng cố cho luận điểm của Chính phủ Trung Quốc trong các cuộc tranh chấp về lãnh thổ với các quốc gia láng giềng cũng như học thuyết Trỗi dậy hòa bình của Trung Quốc. Cũng có phân tích cho rằng luận điểm Trung Quốc thất bại trong giai đoạn Bách niên quốc sỉ vì không chịu hoặc không thể hiện đại hóa quân sự là đã đơn giản hóa vấn đề, vì thực tế là Nhà Thanh đã đẩy mạnh đầu tư hiện đại hóa quân đội từ cuối thế kỷ 19 sau các thất bại trước cường quốc phương Tây mà ví dụ điển hình là Nhà máy công binh Hán Dương trong giai đoạn nổi dậy Nghĩa Hòa Đoàn. Luận điểm về sự tổn thương tinh thần của cả xã hội Trung Quốc (quốc sỉ) bởi các thất bại của quốc gia cũng có những tranh cãi, vì có phân tích cho rằng Trung Quốc thế kỷ 19 gần như chưa có phương tiện thông tin công cộng (báo chí, đài phát thanh), tới 90% dân số Trung Quốc thời đó là nông dân và phần lớn là mù chữ, nên họ ít bị ảnh hưởng hoặc không biết thông tin về những thất bại của Trung Quốc, và vì thế ít có khả năng bị tổn thương tinh thần vì những sự kiện này.